# 258 (число)
Вижте пояснителната страница за други значения на 258.
258 (двеста петдесет и осем) е естествено, цяло число, следващо 257 и предхождащо 259.
Двеста петдесет и осем с арабски цифри се записва „258“, а с римски – „CCLVIII“. Числото 258 е съставено от три цифри от позиционните бройни системи – 2 (две), 5 (пет), 8 (осем).

## Общи сведения
- 258 е четно число.
- 258-ият ден от невисокосна година е 15 септември.
- 258 е година от Новата ера.